# Mongoyo
Mongoyo (Mangalo, Monxoco), pleme američkih Indijanaca koji sužovjeli u granično području istočnobrazilskih država Minas Gerais i Bahia uz donji tok rijeke río Pardo.
Jezično su pripadali porodici kamakan.

## Slike
- muškarac
- žena